# Садо (Ниигата)

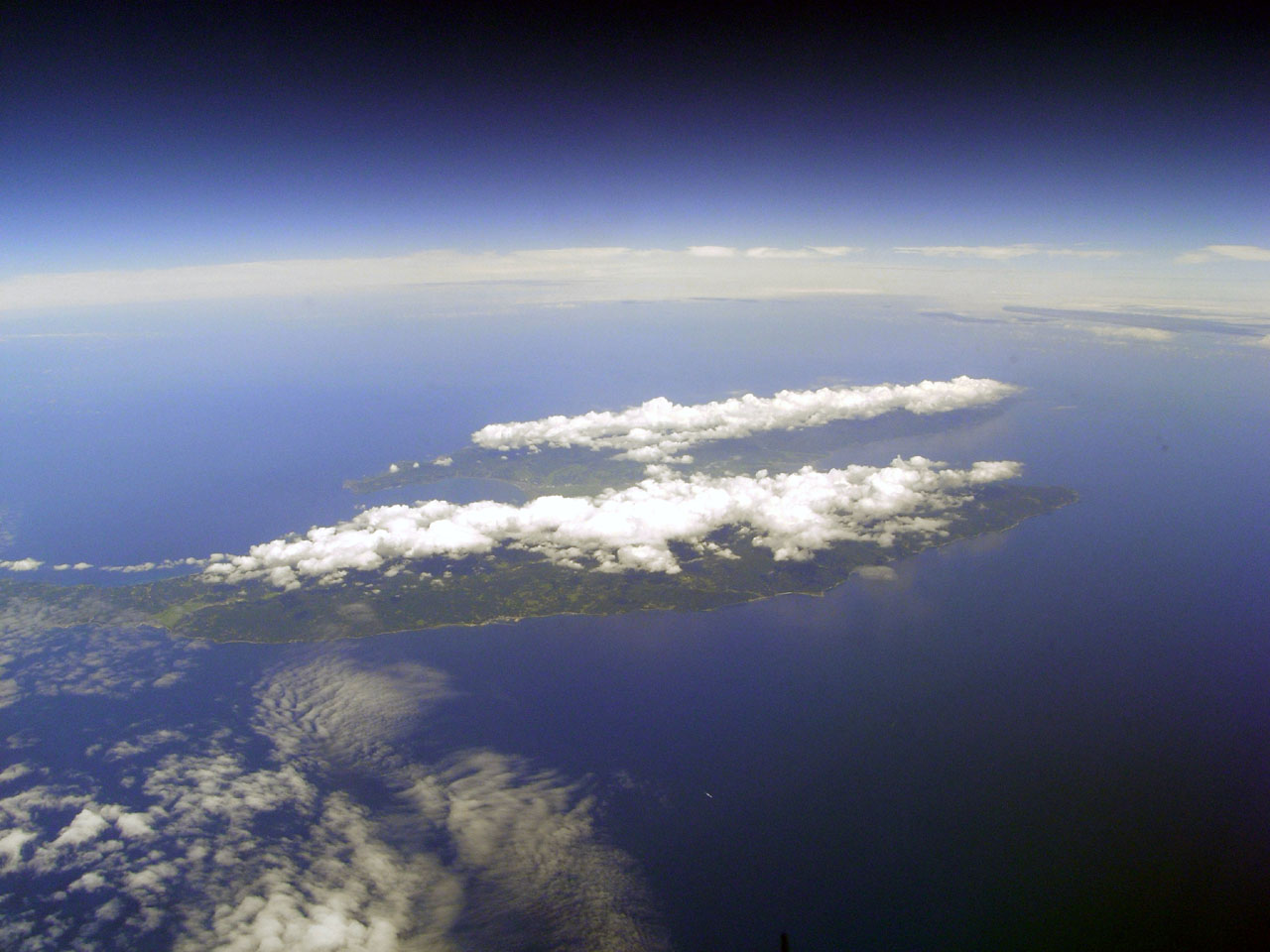
Город занимает всю территорию одноименного острова

Садо (яп. 佐渡市 Садо-си) — город в Японии, расположенный в северной части префектуры Ниигата на одноименном острове. Основан 1 марта 2004 года путём слияния всех населённых пунктов острова: города Рёцу, посёлков Айикава, Савада, Канайи, Хатано, Мано, Оги, Хамоти и сёл Ниибо, Акодори.
Площадь города составляет 855,33 км², население — 58 336 человек (1 августа 2014), плотность населения — 68,20 чел./км².